# Hemiphormosoma paucispinum
Hemiphormosoma paucispinum is een zee-egel uit de familie Phormosomatidae.
De wetenschappelijke naam van de soort werd in 1934 gepubliceerd door Theodor Mortensen.